# N
N je petnajsta črka slovenske abecede.

## PomeniN
- N je simbol za kemijski element dušik.
- v biokemiji je N enočrkovna oznaka za aminokislino asparagin.
- N je v fiziki enočrkovna oznaka za njuton (newton), izpeljano enoto SI za silo.